# Великологівська селищна рада
Великологівська селищна рада — колишня селищна рада у Краснодонському районі Луганської області з адміністративним центром у смт Великий Лог.
Великологівській селищній раді підпорядковано крім власне смт Великий Лог, також селище Верхня Краснянка.
Адреса Великологівської селищної ради: 94480, Луганська обл., Краснодонський р-н, смт Великий Лог, вул. Поштова, 2.

## Населені пункти
Населені пункти, що відносяться до Великологівської селищної ради.
| № | Назва            | Тип  | Рік заснування | Площа км² | Населення (2001), ос. |
| - | ---------------- | ---- | -------------- | --------- | --------------------- |
| 1 | Великий Лог      | смт  | 1762           | 4,23      | 743                   |
| 2 | Верхня Краснянка | с-ще | 1938           | 5,52      | 638                   |

## Керівний склад попередніх скликань
| ПІБ                      | Основні відомості                                                        | Дата обрання | Дата звільнення |
| ------------------------ | ------------------------------------------------------------------------ | ------------ | --------------- |
| Рибалкін Сергій Іванович | Селищний голова, 1960 року народження, освіта вища, член Партії регіонів | 31.10.2010   |                 |
| Рибалкін Сергій Іванович | Селищний голова, 1960 року народження, безпартійний                      | 26.03.2006   | 31.10.2010      |

Примітка: таблиця складена за даними джерела 